# 기억의 밤
《기억의 밤》은 2017년에 개봉한 대한민국의 영화이다.

## 줄거리
새 집으로 이사 온 날 밤 정체불명의 괴한들에게 형 유석이 납치된다. 동생 진석은 형이 납치된 후 매일 밤 환청과 환각에 시달리며 불안해한다. 납치된지 19일째 되는 날 형 유석은 돌아왔지만 그동안의 모든 기억을 잃었다고 말한다. 하지만 돌아온 뒤로 어딘가 변해버린 유석을 의심하던 진석은 매일 밤 사라지는 형을 쫓게 되고 두 남자의 엇갈린 기억 속 감춰진 살인사건의 진실이 드러난다.

## 캐스팅

### 주연
- 강하늘 : 송진석 역
- 김무열 : 유석 역

### 조연
- 문성근 : 가짜 진석 부 역
- 나영희 : 가짜 진석 모 역
- 남명렬 : 최 교수 역
- 이나라 : 최 교수 부인 역
- 배성일 : 의문남 1 역
- 이순원 : 의문남 2 역

### 단역
- 정찬비 : 소녀 역
- 최고 : 어린 유석 역
- 변동준 : 의문남 3 역
- 강신구 : 진석 부 역
- 안민영 : 진석 모 역
- 박재영 : 유석 역
- 정택현 : 고등학생 유석 역
- 박채익 : 이삿짐 인부 역
- 권재환 : 파출소 경찰 1 역
- 문성필 : 파출소 경찰 2 역
- 엄인우 : 파출소 경찰 3 역
- 김태응 : 파출소 경찰 5 역
- 신기록 : 파출소 의경 역
- 오현수 : 송사장 역
- 박경찬 : 직업소개소 소장 역
- 이동근 : 응급의 역
- 한태은 : 응급실 간호사 1 역
- 안유진 : 응급실 간호사 2 역
- 조한나 : 복도 간호사 역
- 한다은 : 입원실 간호사 역
- 이성우 : 체포형사 1 역
- 이동진 : 체포형사 2 역
- 연제형 : 파출소 학생 1 역
- 김현목 : 파출소 학생 2 역
- 유인수 : 파출소 학생 3 역
- 김현창 : 취객 역
- 강학수 : 사채업자 1 역
- 이창훈 : 사채업자 2 역
- 조홍우 : 사채업자 3 역
- 임정민 : 탐문형사 역
- 유재상 : 철물점 주인 역
- 박윤식 : 부동산 남편 역
- 오민정 : 부동산 아내 역
- 정미경 : 동네 아줌마 역
- 장이수 : 60대 남자 역
- 전상진 : 사건현장 형사 1 역
- 김주황 : 사건현장 형사 2 역
- 마정필 : 정신과의사 역
- 이희성 : 브리핑 형사 역
- 이승용 : 사고차량운전자 역

## 참고 사항
- 강하늘은 영화 《청년경찰》 이후로 1년만에 재회했다.
- 김무열은 영화 《대립군》 이후로 1년만에 재회했다.